# Teresa Jornet e Ibars
Teresa de Jesus Jornet e Ibars, também conhecida como Santa Teresa de Jesus (Aytona, 9 de janeiro de 1843 -  26 de agosto de 1897) é uma santa fundadora de um instituto feminino caritativo, a Congregação das Irmãzinhas dos Anciãos Desamparados.
Estudou em Lérida como professora e entrou no mosteiro das Pobres Claras de Briviesca, em Burgos, enquanto a sua irmã Josefa entrou em Lérida nas Filhas da Caridade de São Vicente de Paulo. Mas a situação política da segunda metade do século XIX não permite a votação. Depois tornou-se uma carmelita terciária, dedicando-se ao ensino. Mais tarde, juntamente com um grupo de padres em Barbastro, dedicou-se aos cuidados de idosos abandonados, de onde viajou para Valência até à casa-mãe das Irmãzinhas dos Anciãos Abandonados.
Morreu por tuberculose.